# Tipula comstockana
Tipula comstockana är en tvåvingeart som beskrevs av Alexander 1970. Tipula comstockana ingår i släktet Tipula och familjen storharkrankar. Inga underarter finns listade i Catalogue of Life.